# Southwark

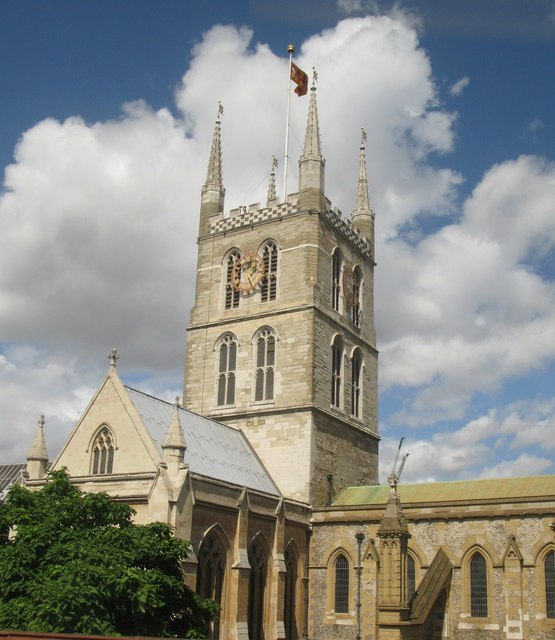
Southwark Cathedral.

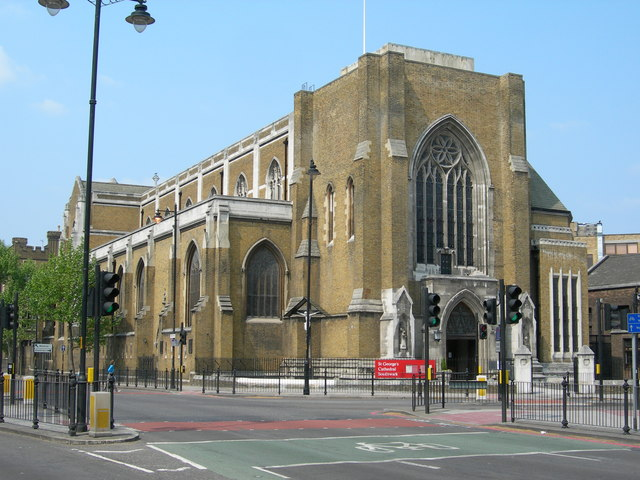
St George's Cathedral, Southwark

Southwark (/ˈsʌðək/) är en stadsdel (district) i London Borough of Southwark i centrala London på södra sidan av floden Themsen. Southwark är även namnet på en tunnelbanestation på linjen Jubilee Line i samma stadsdel.
I Southwark ligger Londons stadshus och Greater London Authority.
Southwark är en stiftsstad i både Engelska kyrkan och Romersk-katolska kyrkan. Southwarks anglikanska katedral (Southwark Cathedral) var mellan 1106 och 1538 en klosterkyrka. Efter klosterupplösningen blev kyrkan en församlingskyrka inom den engelska kyrkan. Det dröjde till 1905 innan kyrkan blev en katedral.
Southwarks romersk-katolska katedral, St George's Cathedral, byggdes 1848 med Augustus Welby Northmore Pugin som arkitekt. Domkyrkan skadades svårt under blitzen 1940. 